# مهندسی ژنتیکی انسان

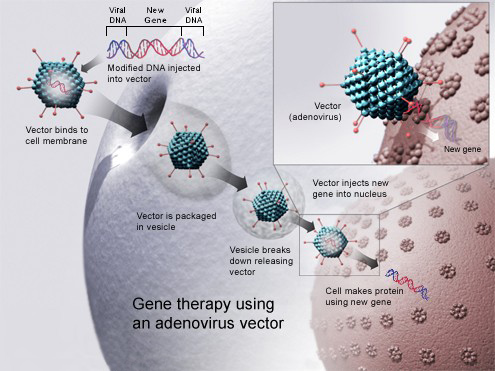
مهندسی ژنتیکی انسان

مهندسی ژنتیکی انسان به معنی ارتقا و بهبود انسان از طریق اصلاح ژنی است. اصلاح ژنی انسان می‌تواند به منظور درمان بیماری‌ها (ژن درمانی)، جلوگیری از احتمال ابتلا به یک بیماری خاص بهبود عملکرد ورزشکاران (ژن دوپینگ)، تغییر ظاهر فیزیکی، متابولیزم و بهبود توانایی‌های جسمی و توانایی‌های ذهنی از جمله هوش و حافظه انجام شود. این اصلاح ژنی می‌تواند به صورت ارث بردنی ایجاد شود.